# Benoît Costaz
Pour les articles homonymes, voir Costaz.
Benoît, baron Costaz, né le 27 février 1761 à Champagne-en-Valromey dans l'actuel département de l'Ain et mort le 13 mars 1842 à Paris, est évêque de Nancy de 1810 à 1814. Il est nommé par Napoléon mais pas investi par le pape Pie VII. Il doit renoncer à son siège à la Restauration en 1814 et vit ensuite retiré à Paris.

## Biographie
Il est le fils de Claude Costaz, marchand à Champagne-en-Valromey, et de Claudine Goujon. Il a deux frères, Louis Costaz, mathématicien et préfet, baron d'Empire comme lui, et Claude Anthelme Costaz, fonctionnaire au ministère du commerce.
Avant 1789, il est vicaire à Saint-Martin de Bavel, puis à Vien, avant de devenir curé du Petit-Abergement. En 1791, il refuse de prêter serment à la constitution civile du clergé et émigre en Savoie, puis en Suisse et enfin à Turin.
Rayé de la liste des émigrés, il rentre à Paris en septembre 1800 et est nommé après le Concordat de 1802 curé de la Madeleine par l'archevêque de Paris Jean-Baptiste de Belloy. Il obtient cette cure alors même que la paroisse de la Madeleine est encore dépourvue d'église, l'ancienne ayant été démolie. Le culte a donc lieu dans une chapelle.
Il est nommé évêque de Nancy le 22 octobre 1810, mais ne reçoit pas l'investiture canonique pontificale, comme les autres évêques nommés par Napoléon après sa rupture avec Pie VII. Il est fait baron d'Empire le 16 décembre 1810.
Il arrive à Nancy en janvier 1811, bénéficiant d'une délégation de pouvoirs de son prédesseur, Antoine-Eustache d'Osmond, promu archevêque de Florence. En 1813, il fait réimprimer le rituel nancéien de l'office des morts. Il administre le diocèse de Nancy jusqu'à la Première Restauration en 1814, Antoine-Eustache d'Osmond retrouvant alors son siège nancéien.
Benoît Costaz se retire à Paris. En 1817, l'évêque de Nancy sous l'Ancien Régime, émigré pendant la Révolution et l'Empire, Anne-Louis-Henri de La Fare, promu archevêque de Sens, pense faire de Benoît Costaz son évêque auxiliaire, mais celui-ci refuse. À la mort d'Antoine-Eustache d'Osmond en 1823, le chapitre du diocèse de Nancy demande le retour de Benoît Costaz comme évêque, mais sans succès.
Benoît Costaz meurt à Paris en 1842. On l'enterre au Père Lachaise (59e division).

## Distinction
- Chevalier de la Légion d'honneur (11 avril 1813)[8]

## Héraldique
Coupé, au 1 d'or à la fleur de lotus de sinople et de gueules au signe des barons évêques ; au 2 de sinople au cheval cabré et contourné d'argent, senestré d'une houe égyptienne d'or,.